# Titularbistum Rhosus
Rhosus  (ital.: Roso) ist ein Titularbistum der römisch-katholischen Kirche.
Es geht zurück auf ein früheres Bistum der antiken Stadt Rhosos in der kleinasiatischen Landschaft Kilikien im Südosten Kleinasiens. Der Bischofssitz war der Kirchenprovinz Anazarbus zugeordnet.
| Titularbischöfe von Rhosus |                                                 | |                    |                    |
| Nr.                        | Name                                            | Amt | von                | bis                |
| 1                          | Heinrich Hopfgarten OESA                        | Weihbischof in Mainz (Kurmainz)                                                                               | 21. November 1455  | 24. März 1460      |
| 2                          | Adriaan Aernoult OCarm                          | Weihbischof in Cambrai (Hochstift Cambrai, Herzogtum Lothringen)                                              | 18. September 1517 | November 1536      |
| 3                          | Miguel de Sanguesa OCist                        | Weihbischof in Tarazona (Königreich Spanien)                                                                  | 20. April 1537     | 1548               |
| 4                          | Johann Michael Wenzel Reichsgraf von Spaur      | Weihbischof in Trient (Hochstift Trient)                                                                      | 20. April 1722     | 28. März 1743      |
| 5                          | Mihály Mánuel Olsavszky OSBM                    | griechisch-katholischer Apostolischer Vikar von Mukatschewe (Ukraine)                                         | 5. September 1743  | 5. November 1767   |
| 6                          | Claude-François-Ignace Franchet de Ran          | Weihbischof in Besançon (Frankreich)                                                                          | 5. April 1756      | 1. Februar 1810    |
| 7                          | János Bradács                                   | griechisch-katholischer Apostolischer Vikar von Mukatschewe (Ukraine)                                         | 27. Januar 1768    | 23. September 1771 |
| 8                          | Francisco Ramón Valentín de Casaus y Torres OP  | Weihbischof in Antequera (Vizekönigreich Neuspanien)                                                          | 23. März 1807      | 15. März 1815      |
| 9                          | Aeneas Bernard MacEachern                       | Weihbischof in Québec (Niederkanada)                                                                          | 12. Januar 1819    | 11. August 1829    |
| 10                         | François-Auguste-Ferdinand Donnet               | Koadjutorbischof von Nancy-Toul (Königreich Frankreich)                                                       | 6. April 1835      | 19. Mai 1837       |
| 11                         | Antonio Burbano                                 | Weihbischof in Popayán (Republik Neugranada)                                                                  | 19. Mai 1837       |                    |
| 12                         | Pietro Saulini                                  | | 26. Juni 1876      | 28. Februar 1878   |
| 13                         | Emmanuel-Marie-Ange de Briey                    | Koadjutorbischof von Meaux (Französische Republik)                                                            | 27. Februar 1880   | 30. August 1884    |
| 14                         | Gennaro Portanova                               | Koadjutorbischof von Ischia (Königreich Italien)                                                              | 9. August 1883     | 11. Februar 1885   |
| 15                         | Félix-Jules-Xavier Jourdan de la Passardière CO | Weihbischof in Lyon-Vienne, Weihbischof in Karthago, Weihbischof in Rouen (Frankreich/Französisch-Nordafrika) | 3. Oktober 1884    | 12. März 1913      |
| 16                         | Trudo Johannes Jans OFM                         | Apostolischer Vikar von Südwest-Hubei (Republik China)                                                        | 23. Dezember 1923  | 9. September 1929  |
| 17                         | José Garibi y Rivera                            | Weihbischof in Guadalajara (Mexiko)                                                                           | 16. Dezember 1929  | 22. Dezember 1934  |
| 18                         | Heinrich Ritter CSSp                            | Prälat von Juruá (Brasilien)                                                                                  | 6. September 1935  | 19. Juli 1942      |
| 19                         | Marc Lacroix OMI                                | Apostolischer Vikar von Baie d’Hudson (Kanada)                                                                | 18. Dezember 1942  | 13. Juli 1967      |